# 诺曼·斯廷罗德
诺曼·厄尔·斯廷罗德（Norman Earl Steenrod，1910年4月22日—1971年10月14日）是一个著名的拓扑学家，他以在代数拓扑领域的贡献而为人所熟知。

## 生活
他出生于美国俄亥俄州代顿，先后就读于迈阿密大学和密歇根大学（1932年文科学士 A.B.）。1934年于哈佛大学获得硕士学位，之后进入普林斯顿大学。他在所羅門·萊夫謝茨的指导下获得完成博士论文，论文标题为《泛同调群 Universal homology groups》。他于1939年至1942年在芝加哥大学，1942年至1947年在密歇根大学工作。1947年他转入普林斯顿大学，一直到退休。

## 工作
幸亏莱夫谢茨和其他人的工作，上同调的上积结构在1940年代早期便弄清了。斯廷罗德便可以定义从一个上同调群到另一个的运算（所谓的斯廷罗德平方），这是上积的推广。额外的结构将上同调变为一个更好的不变量。斯廷罗德上同调运算在复合下形成一个（非交换）代数，称为斯廷罗德代数。José Ádem 研究了斯廷罗德运算之间的关系，发现了第二个上同调运算。使用第二个上同调运算，弗蘭克·亞當斯确切地回答了球面上有少个线性无关的量场的问题。
他的著作《纤维丛的拓扑 The Topology of Fiber Bundles》是一个标准参考书。与塞缪尔·艾伦伯格合作，他们建立了同调理论的公理化方法。参见艾伦伯格-斯廷罗德公理。